# Traffic Server

The LAMP software bundle (here additionally with Traffic Server或Squid).

Traffic Server 是 Apache 軟件基金會 管理的开源 Web 缓存代理服务器，目前為 Apache 頂級項目。

## 歷史
Traffic Server 本來是 Inktomi 公司的產品，後來被雅虎收購，2009年雅虎将源碼捐赠给 Apache。

## 特性
- 高性能
- 高擴展性
- 支援 HTTP/1.1
- 支持 HTTP/2
- 多執行緒

## 外部連結
- Traffic Server 項目官方網站（页面存档备份，存于）
- Traffic Server 項目 Github 仓库（页面存档备份，存于）